# Irene Khan

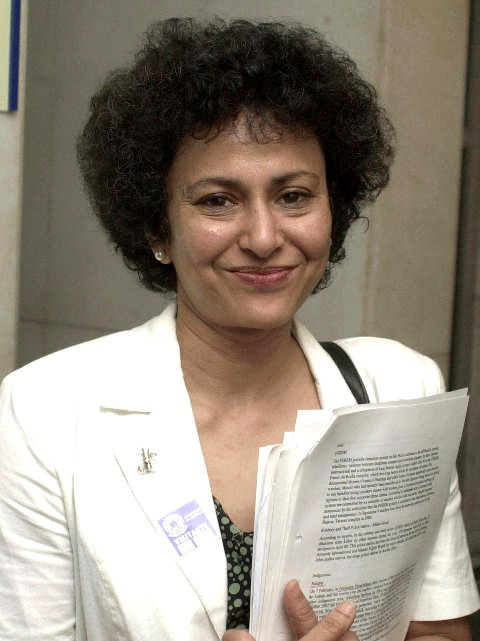
Irene Khan, Secretar general al Amnesty International începând cu august 2001

Irene Zubaida Khan (n. 1956, Dhaka, Bangladesh) este cel de-al șaptelea (și actualul) secretar general al Amnesty International.

## Biografie
Irene Khan s-a născut și a crescut într-o familie relativ înstărită din Bangladesh.
Războiul civil și încălcarea flagrantă a drepturilor omului au contribuit la formarea caracterului Irenei Khan și la acțiunile sale ulterioare. Având statutul de refugiat, a studiat la școli din Irlanda de Nord. A urmat cursurile Facultății de Drept a Universității din Manchester. Apoi s-a specializat în Drept Internațional la Universitatea Harvard din Statele Unite ale Americii și și-a dezvoltat interesul pentru drepturile omului.
Începând cu 1977 Irene Khan s-a implicat în acțiunile societății civile (Concern Universal), iar din 1979 face parte din Comisia Internațională a Juriștilor.

## Cariera în cadrul Organizației Națiunilor Unite
S-a alăturat apoi, în 1980, Comisiei pentru Refugiați din cadrul Organizației Națiunilor Unite.
În 1995, a fost numită Director al Comisiei în India, fiind cel mai tânăr ocupant al unei asemenea funcții, iar în 1998 a primit șefia Centrului de Cercetare și Documentare din cadrul Comisiei. În 1999, în timpul Războiului din Kosovo, a condus echipa Comisiei în Macedonia, și în decursul aceluiași an a fost numită Director adjunct al Protecției Internaționale din cadrul Organizației Națiunilor Unite.

## Cariera în cadrul Amnesty International
Khan s-a alăturat Amnesty International în august 2001 în calitate de secretar general.
În primul an în funcție, Irene a reformat atitudinea Amnesty International la situațiile de criză, conducând personal misiunile la nivel înalt în Pakistan, Israel, Fâșia Gaza și în Columbia înainte de alegerile din mai 2003.
Este prima femeie și primul musulman care a deținut funcția de secretar general al Amnesty International.